# Halfautomatische Troostmachine
De Halfautomatische Troostmachine is een kunstwerk in Maastricht, ontworpen in 1997 en gerealiseerd in 2001 door Michel Huisman. Het werk bestaat uit meerdere beelden en bevindt zich in en rondom de voormalige Berenkuil in het Aldenhofpark, een deel van het Stadspark Maastricht.

## Berenkuil

### Achtergrond

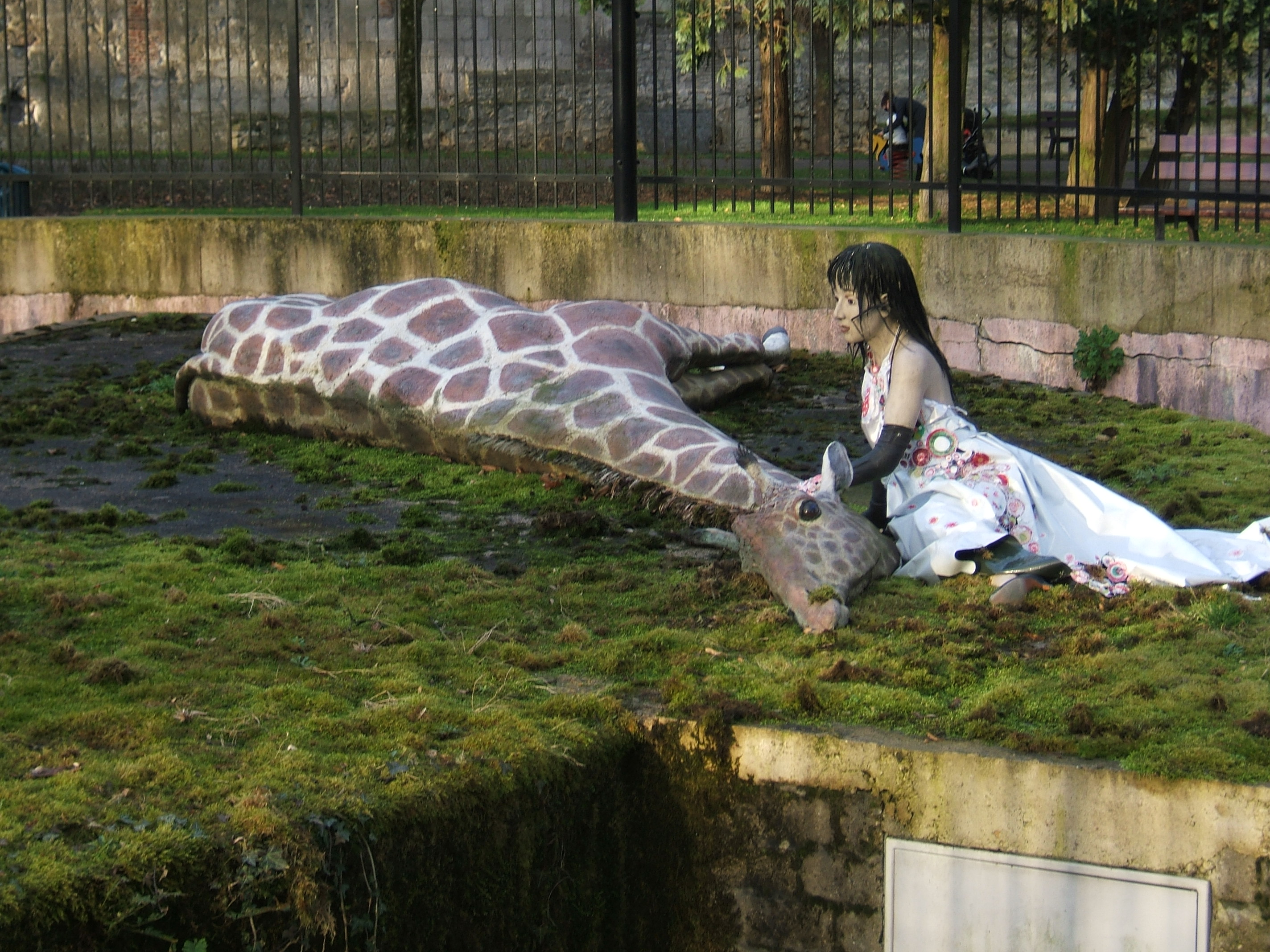
Berenkuil met dode giraffe en aaiende vrouw

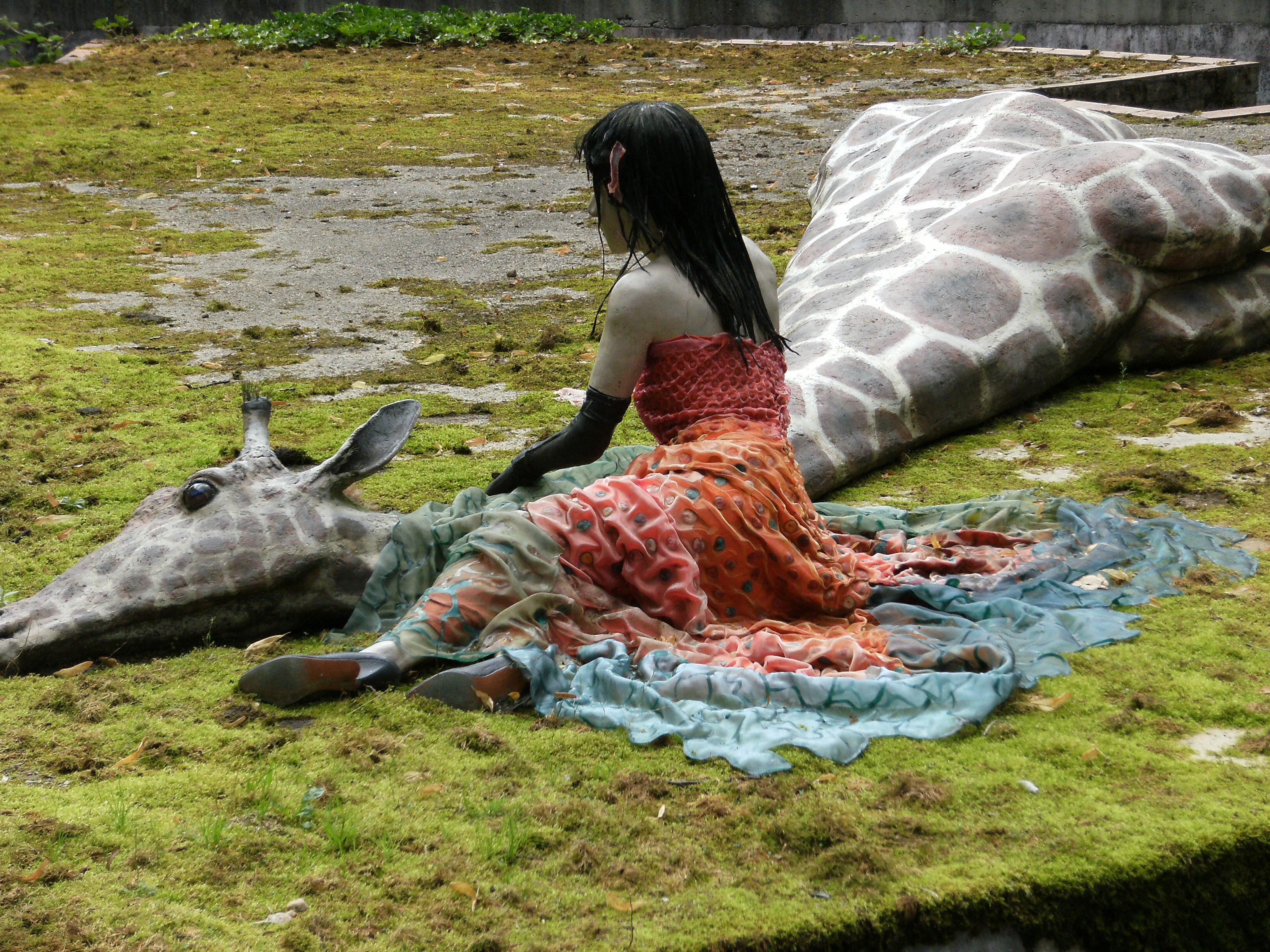
Aaiende vrouw in andere jurk

De Halfautomatische Troostmachine is er niet zonder slag of stoot gekomen. De berenkuil waarin levende bruine beren in gevangenschap leefden was van oudsher een locatie waaraan de Maastrichtenaren gehecht waren. Er kwamen wel steeds meer gemengde gevoelens over: er was ook aanhoudende publieke verontwaardiging over het vermeende dierenleed dat de beren ondergingen. Er werd door meerdere burgers en groeperingen opgeroepen om de beesten naar een ander, diervriendelijker onderkomen te verplaatsen en de kuil af te breken. Nadat in 1993 de laatste bruine beer, Jo, werd overgebracht naar Ouwehands Dierenpark (waar hij vier jaar later overleed) stond de berenkuil leeg.

### Herbestemming
In het Dagblad De Limburger werd een publieke oproep gedaan om een andere bestemming voor de kuil te bedenken. Tal van burgers reageerden met zeer uiteenlopende ideeën. Er werden voorstellen gedaan voor een trampoline, een berenmonument, een vogelkooi, een zwembassin met robben, een openlucht forum, een apenburcht, een bloementerp, een Japanse kersentuin, een tropische kas, een speeltuin, een zwembad, een kindertheater, een zandbak, een crossbaan voor fietsraces, een lunchroom, een dependance van de VVV of een informatiecentrum voor het IVN. Maar de algehele teneur was dat de nieuwe bestemming moest refereren aan het verblijf van de beren en de -ambivalente- betekenis die dat heeft gehad voor de stad. De winnende inzending was een voorstel om de rollen om te draaien door rondom de kuil bronzen beelden van beren te plaatsen en het publiek in de kuil te laten plaatsnemen.

## Kunstwerk
In 1997 besloot de Maastrichtse gemeenteraad vier kunstenaars, Jean Henkes, Joost van den Toorn, Merijn Bolink en Michel Huisman te vragen een kunstwerk in de berenkuil te maken. In de opdracht stond dat het werk kindvriendelijk moest zijn, het moest herinneren aan de Maastrichtse beren, en het een relatie met de omgeving moest aangaan. Ter beoordeling van de ontwerpen werd een adviescommissie aangesteld. Het ontwerp van Huisman kwam als winnaar uit de bus. In juli 1997 nam het Maastrichte college van B&W het advies van de commissie over en besloot aan de Troostmachine het groene licht te geven, ondanks het dure ontwerp waarvoor aanvullende financiering nodig was.

### Realisatie, vernieling en herstel
De Halfautomatische Troostmachine werd volgens het oorspronkelijke ontwerp van Huisman gerealiseerd, inclusief de later toegevoegde treurende beer, en in augustus 2001 voltooid. Het kunstwerk werd in de loop der jaren herhaaldelijk geteisterd door vandalisme. Enkele dierenbeelden in de kuil werden beschadigd en de jonge vrouw op het centrale plateau werd diverse malen van haar jurk beroofd. Het draaimolentje dat de hand van de aaiende vrouw in werking stelde, raakte al snel defect. In februari 2011 werden zes van de twaalf beelden van uitgestorven diersoorten gestolen, waarschijnlijk door bronsdieven. Later dat jaar raakte de bronzen beer Jo zwaar beschadigd, nadat de houten bank waarop hij zat in brand was gestoken. Pas in 2018 werd het kunstwerk gerestaureerd en werden de gestolen onderdelen vervangen, hiervoor werd anoniem 120.000 euro beschikbaar gesteld. De beelden zijn er volgens kunstenaar Huisman zelfs mooier op geworden. Beer Jo zit nu op een metalen bankje en heeft een nieuwe 'klauw'; de hand van de kunstenaar. Op de bank staat een gedicht van Wiel Kusters. De gemeente Maastricht stelde een bedrag van 20.000 euro beschikbaar voor cameratoezicht en andere beveiligingsmaatregelen.

## Beschrijving kunstwerk
Het beeld bestaat uit een mechanisch aangedreven centrale beeldengroep van een jonge vrouw die het hoofd van een dode, liggende giraffe streelt. Het 'streelmechaniek' wordt aangedreven door een draaimolentje met een stoel, waarvan de beweging middels een ondergrondse krukas wordt overgebracht op de arm van de strelende vrouw. Ieder half jaar krijgt de vrouw door studenten van de modeafdeling van de Academie Beeldende Kunsten Maastricht een nieuwe jurk aangemeten.
In de droge gracht rondom het centrale plateau heeft Huisman twaalf kleinere bronzen beelden van uitgestorven diersoorten geplaatst: de lachuil, de blauwbok, de Palestijnse schijftongkikker, de reuzenalk, de quagga, de Caribische monniksrob, de rozekopeend, de grote ivoorsnavel, de trekduif, de olijfgroene ibis, de Tasmaanse buidelwolf en de rode colobusaap.
Op zo'n vijftig meter afstand zit een eenzame bronzen beer met mensenhanden op een bankje, met de rug naar het geheel. De 'berenhanden' zijn een afgietsel van de handen van bedenker Huisman. Het beeld kan gezien worden als een ode aan de bruine beren die in de kuil hebben geleefd en een elegie voor uitgestorven dieren.

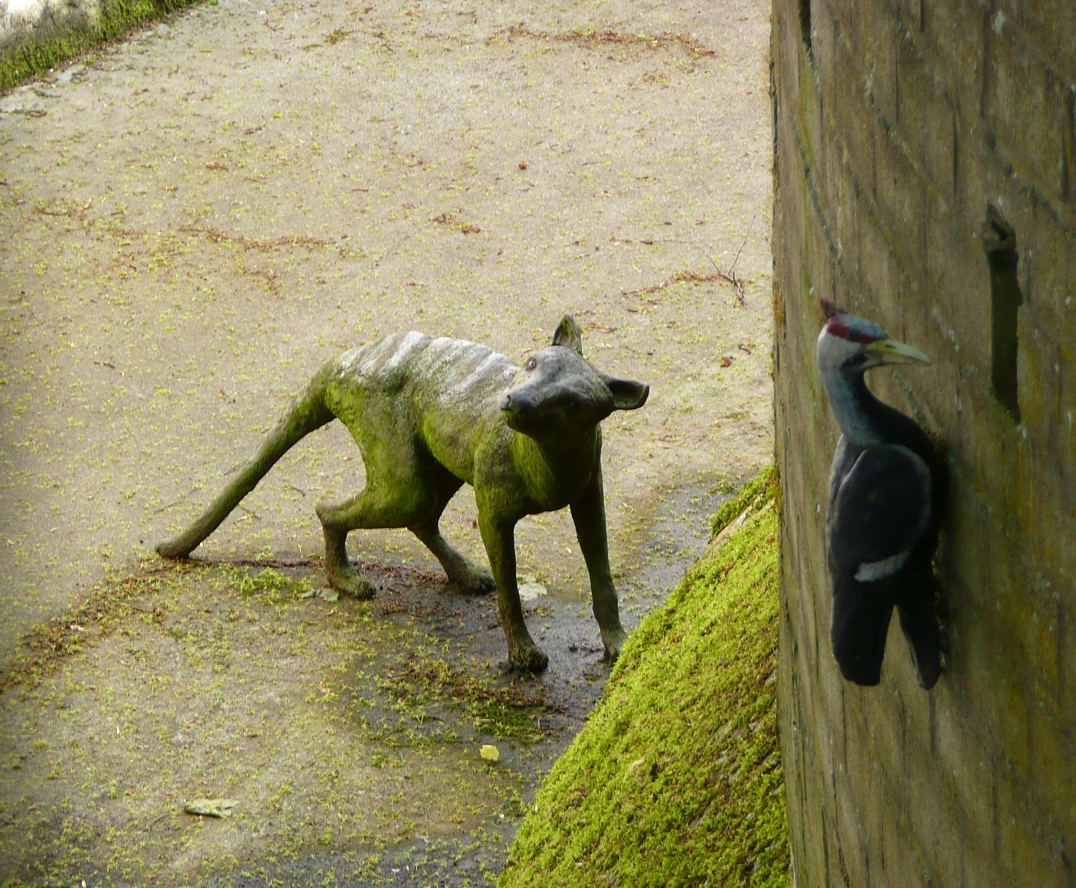
Uitgestorven diersoorten
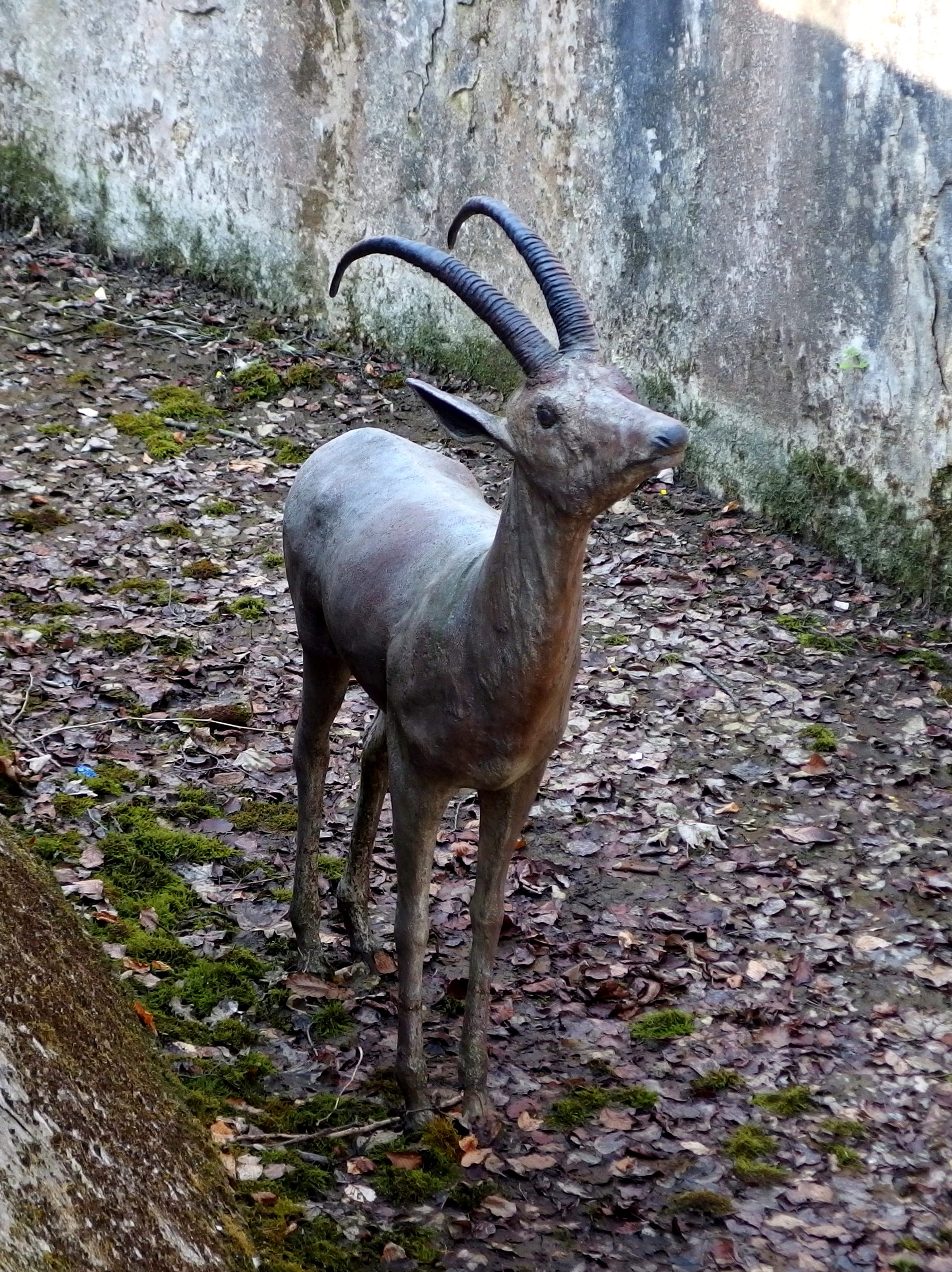
Idem, blaauwbok
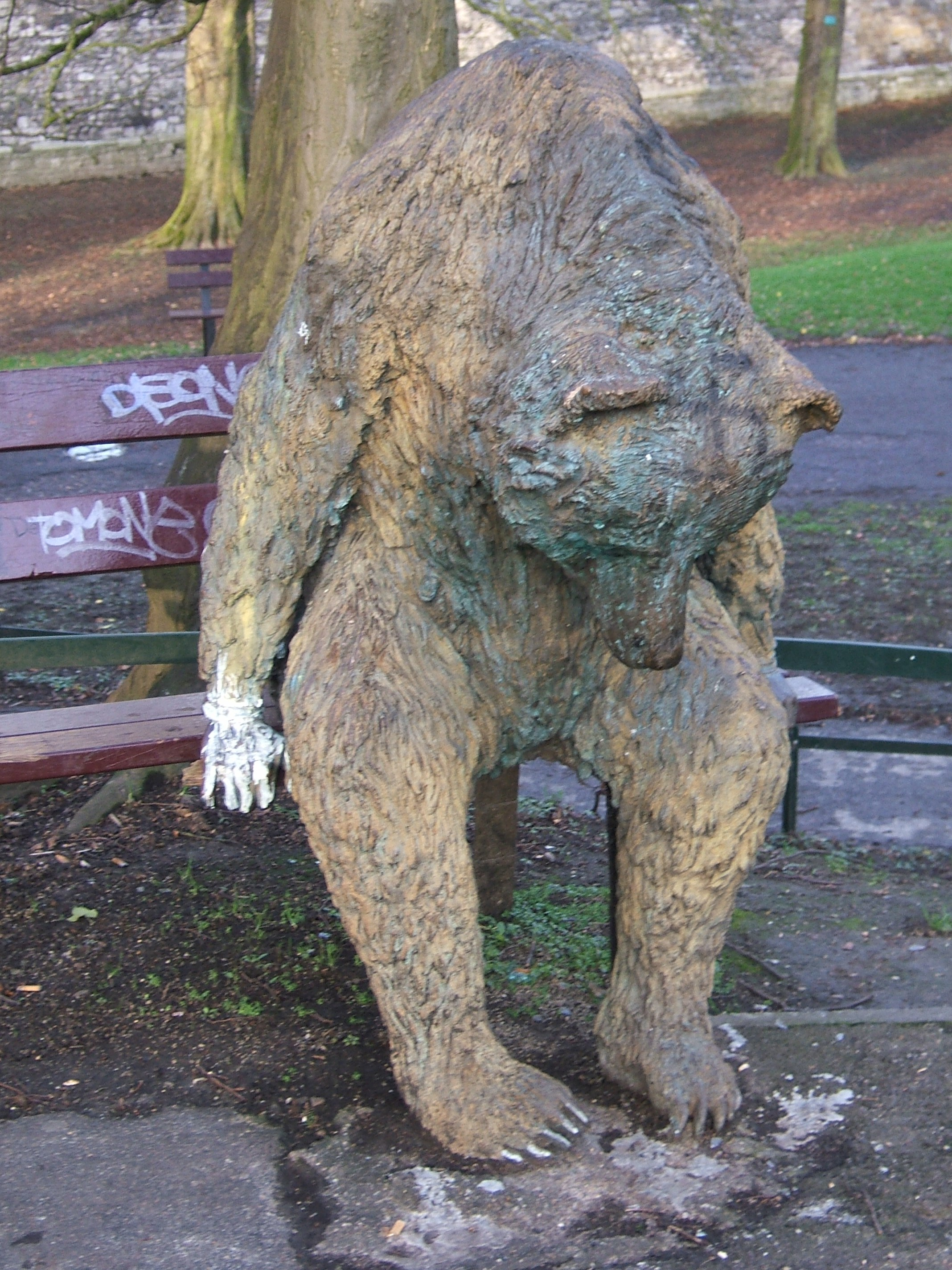
Beer Jo op bankje
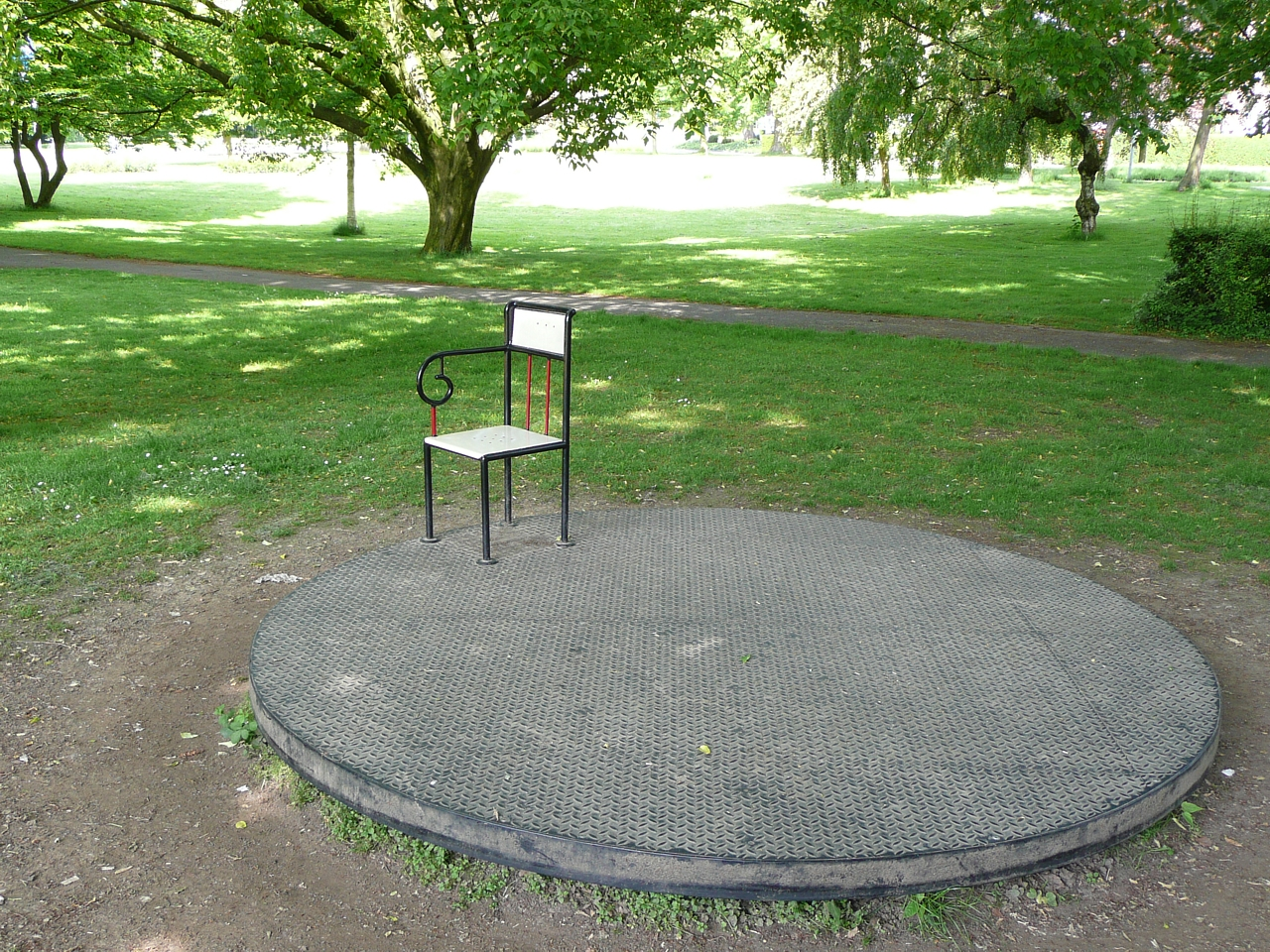
Draaimechanisme